# 鳥取県立八頭高等学校
鳥取県立八頭高等学校（とっとりけんりつ やずこうとうがっこう, 英: Tottori Prefectural Yazu High School）は、鳥取県八頭郡八頭町久能寺にある公立の高等学校である。

## 概要
歴史
1926年（大正15年）、鳥取県女子師範学校に併設される形で開校した「鳥取県立八頭高等女学校」を前身とする。
設置課程・学科
全日制課程
- 普通科 - 総合コース・体育コース・探究文科コース・探究理科コース

校訓（生徒信条）
- 「真摯明朗」（1963年（昭和38年）制定）
- 「克己藎力」（1980年（昭和55年）制定）

教育方針
一. 知性を養い，真理の探究に努める。
二. 道義を重んじ，人格の形成に努める。
三. 心身を鍛え，気力の高揚に努める。
校章
かつて校庭の松林の間に群生していた小菊にちなんで、高等女学校時代より菊が校章に使用されており、総合制高校の発足した1949年（昭和24年）に菊の若葉3枚を組み合わせたものを背景にして、中央に「高」の文字（俗字体）を置いた校章が制定された。
校歌
作詞・作曲ともに制定当時の1951年（昭和26年）当時に在職していた教員によるもの。歌詞は1番のみで、校名は歌詞に登場しない。
姉妹校
ミッチェルトン高校（オーストラリア）

## 沿革
- 1926年（大正15年）3月15日 - 鳥取県女子師範学校に併設される形で「鳥取県立八頭高等女学校」の設立が認可される。
- 1948年（昭和23年）4月1日 - 高等女学校が廃止され、「鳥取県立八頭高等学校」が発足。男女共学を開始。定時制課程を併設。定時制の八上分校を開設。
- 1949年（昭和24年）4月1日
  - 鳥取県立智頭農林高等学校を統合し、総合制の「鳥取県立八頭高等学校」が発足。旧・智頭農林高校を農業部とする。
  - 全日制に関しては、郡家校舎（普通科／旧・八頭高等女学校校舎）と智頭校舎（農業部／旧・智頭農林高校校舎）の2校舎制をとる。
  - 郡家校舎に定時制課程を併設。定時制校舎を3ヶ所（八上・若桜・用瀬）開設。
- 1950年（昭和25年）9月5日 - 定時制用瀬校舎を廃止し、在校生を郡家校舎に編入収容。
- 1951年（昭和26年）
  - 4月12日 - 家庭別科を新設。
  - 11月3日 - 校歌を制定。
- 1953年（昭和28年）4月1日
  - 智頭校舎（農業部）が分離し、鳥取県立智頭農林高等学校として独立（再）。
  - 家庭別科の生徒募集を停止し、 全日制課程 家庭科を新設。
- 1956年（昭和31年）4月1日
  - 本校（中心校）定時制課程と定時制八上校舎の生徒募集を停止。
  - 八上校舎を廃止し、生徒を郡家校舎に編入収容。
  - 定時制若桜校舎を普通科に切り替える。
- 1957年（昭和32年）3月8日 - 校旗を制定。
- 1963年（昭和38年）4月1日 - 若桜校舎の定時制普通科の生徒募集を停止し、全日制普通科を新設。
- 1964年（昭和39年）1月14日 - 校碑（生徒信条「真摯明朗」）と「未来を築く若人」の像を建立。
- 1965年（昭和40年）4月1日 - 家庭科を家政科に改称。若桜校舎を「若桜分校」と改称。
- 1977年（昭和52年）4月1日 - 若桜分校の生徒募集を停止。
- 1979年（昭和54年）3月31日 - 若桜分校を廃止。
- 1980年（昭和55年）7月1日 - 生徒信条に「克己盡力」を加える。
- 1983年（昭和58年）3月5日 - 校誌「翠陵」を創刊。
- 1992年（平成4年）3月10日 - 翠陵賞を新設。
- 1994年（平成6年）4月1日 - 家政科を生活デザイン科へ改編。
- 2000年（平成12年）4月1日 - 生活デザイン科の募集を停止。理数科・国際英語科・普通科（総合コース・体育コース）を設置。
- 2002年（平成14年）4月1日 - 生活デザイン科を廃止し、鳥取県立智頭農林高等学校に移管。
- 2006年（平成18年）
  - 2月9日 - ミッチェルトン高校（オーストラリア）と姉妹校提携。
  - 4月1日 - 文部科学省によりスーパーイングリッシュランゲージハイスクールに指定。
  - 11月29日 - TEAS II種認定（県下高校で3番目の認定）。
- 2011年（平成23年）4月1日 - 理数科・国際英語科の生徒募集を停止し、普通科に探究文科コースと探究理科コースの2コースを加える。
- 2013年（平成25年）3月31日 - 理数科と国際英語科を廃止。

## 部活動
文化部
- 新聞部
- 物理部
- 茶道部
- 華道部
- 生活デザイン部
- 写真部
- 吹奏楽部
- 箏曲部
- ESS部 （English Speaking Society）
- 放送部
- 演劇部
- 書道部
- 美術部
- 部落解放研究部
- 囲碁部
- 漫画研究部
- 生徒会執行部
- 応援団・チアリーディング

運動部
- 陸上競技部
- バレーボール部
- ソフトテニス部
- 柔道部
- 新体操部
- 硬式野球部
- 軟式野球部
- 卓球部
- 水泳部
- ソフトボール部
- バドミントン部
- 弓道部
- テニス部
- 剣道部
- サッカー部
- ホッケー部
- バスケットボール部
- スキー部

### 高校野球戦績
- 硬式野球部は1980年代に入ってから監督の徳永昌平の指導のもとに力をつけ、1987年夏（第69回）に念願の初出場を果たした。その後も着実に出場を重ね、現在のところ甲子園出場は春1回夏8回出場で、通算成績は4勝9敗である。
- 2007年、秋季中国地区高校野球大会において山陽勢を連破し、鳥取県勢として12年振りに決勝進出を果たした。決勝では下関商にサヨナラ負けしたが、鳥取県勢としては12年ぶりの選抜出場、本戦では宇都宮南に完封勝利、県勢12年ぶりの勝利をもたらした。
- 国民体育大会硬式野球の部にも1994年、2014年の計2回出場している。2014年出場の際は、八戸学院光星を破ってベスト4入りを果たした。

全国高等学校野球選手権大会
夏通算成績 3勝8敗
| 年度             | 回数         | 全国大会成績 | 対戦校                                              |
| ---------------- | ------------ | ------------ | --------------------------------------------------- |
| 1987年（第69回） | 初出場       | 1回戦敗退    | 1回戦 2－3 金沢（石川）                             |
| 1994年（第76回） | 7年ぶり2回目 | 3回戦敗退    | 2回戦 5－4 鶴岡工（山形） 3回戦 1－3 水戸商（茨城） |
| 1996年（第78回） | 2年ぶり3回目 | 2回戦敗退    | 2回戦 0－11 福井商（福井）                          |
| 1997年（第79回） | 2年連続4回目 | 1回戦敗退    | 1回戦 0－9 甲府工（山梨）                           |
| 2001年（第83回） | 4年ぶり5回目 | 2回戦敗退    | 2回戦 7－8 塚原青雲（長野）                         |
| 2003年（第85回） | 2年ぶり6回目 | 2回戦敗退    | 1回戦 3－2 小山（栃木） 2回戦 2－3 静岡（静岡）     |
| 2010年（第92回） | 7年ぶり7回目 | 2回戦敗退    | 2回戦 2－15 土岐商（岐阜）                          |
| 2014年（第96回） | 4年ぶり8回目 | ３回戦敗退   | 2回戦 6－1 角館（秋田） 3回戦 0-10 大阪桐蔭(大阪)   |

選抜高等学校野球大会
春通算成績 1勝1敗
| 年度             | 回数   | 全国大会成績 | 対戦校                                                    |
| ---------------- | ------ | ------------ | --------------------------------------------------------- |
| 2008年（第80回） | 初出場 | 3回戦敗退    | 2回戦 1－0 宇都宮南（栃木） 3回戦 0－1 東洋大姫路（兵庫） |

## 著名な出身者
- 田中由郎 - プロ野球投手
- 森下広一 - 陸上競技（長距離走）選手（バルセロナ五輪男子マラソン・銀メダリスト）
- 佐藤雅子 - ホッケー選手：ソニーHC BRAVIA Ladies所属（ロンドン五輪日本代表）
- 阪口真紀 - ホッケー選手：ソニーHC BRAVIA Ladies所属

## アクセス
- 若桜鉄道若桜線八頭高校前駅より徒歩1分。